# Belovodskoe
Belovodskoe (in kirghiso Беловодское?) è una città del Kirghizistan, capoluogo del distretto di Moskva.